# Electra Heart
| Recensione        | Giudizio |
| ----------------- | -------- |
| BBC Music         | (misto)  |
| Clash             | 1/10     |
| Digital Spy       |          |
| Drowned in Sound  | 5/10     |
| Evening Standard  |          |
| Grazia            | (misto)  |
| Metacritic        | 57/100   |
| musicOMH          |          |
| NME               | 5/10     |
| Pitchfork Media   | 5.9/10   |
| SentireAscoltare  | 4.9/10   |
| The Guardian      |          |
| The Independent   |          |
| The Irish Times   |          |
| The Music Service | 7/10     |
| The Times         |          |
| Kendal Klade      |          |

Electra Heart è il secondo album in studio della cantante gallese Marina and the Diamonds pubblicato il 27 aprile 2012 in Irlanda e il 30 aprile nel Regno Unito e in Francia per le etichette discografiche 679 Recordings e Atlantic Records.
Alla produzione dell'album hanno lavorato grandi produttori di fama mondiale, come Dr. Luke, Diplo, Stargate, Greg Kurstin, Liam Howe e Guys Sigsworth. L'album originale contiene 12 canzoni, mentre la versione deluxe contiene quattro tracce aggiuntive, tra cui Radioactive, singolo estratto nel 2011. Electra Heart inoltre presenta genere totalmente diverso rispetto al primo album (orientato più verso new wave e indie pop).
Il primo singolo estratto dall'album è stato Primadonna, pubblicato in formato digitale negli Stati Uniti il 20 marzo 2012, e uscito ufficialmente il 16 aprile. Inoltre, il singolo era già stato mandato in anteprima alla BBC Radio il 12 marzo.
"Primadonna" è il primo singolo di Marina ad essere certificato disco d'argento nel Regno Unito per le 200.000 copie certe vendute. Ottiene anche una certificazione di platino in Irlanda, Nuova Zelanda, Australia e Danimarca, nonché una d'oro in Austria e Stati Uniti, per le 500.000 copie vendute. Il secondo singolo ad essere stato pubblicato (il 22 luglio 2012), disponibile però solo per il Regno Unito e l'Irlanda, è stato Power and Control, il quale riuscì a classificarsi soltanto alla posizione 193 nella Official Singles Chart. Il secondo singolo pubblicato a livello globale invece (terzo per il Regno Unito e l'Irlanda) per via digitale è How to Be a Heartbreaker, che si posiziona in alcune classifiche europee, conquistando un disco d'oro negli Stati Uniti, come ''Primadonna''.  How to Be a Heartbreaker segna il debutto della cantante nella classifica finlandese dei singoli e la ricomparsa di Marina in quella svedese (l'ultimo singolo ad essere entrato nella Sverigetopplistan era stato I Am Not a Robot).
Al 2018, le copie di Electra Heart vendute sono state circa 800.000; invece, i singoli e le tracce dell'album hanno venduto complessivamente più di 3 milioni di copie. Electra Heart entra il 26 maggio 2012 per la prima volta nella classifica italiana iTunes (piazzandosi alla #100 posizione), segnando così il debutto ufficiale in Italia della cantante, che fino ad ora non era mai entrata in questa classifica.
Nel gennaio 2025 la rivista Rolling Stone lo inserisce nella lista dei 250 migliori album del 21esimo secolo fino ad adesso, nella posizione 249.

## Il disco

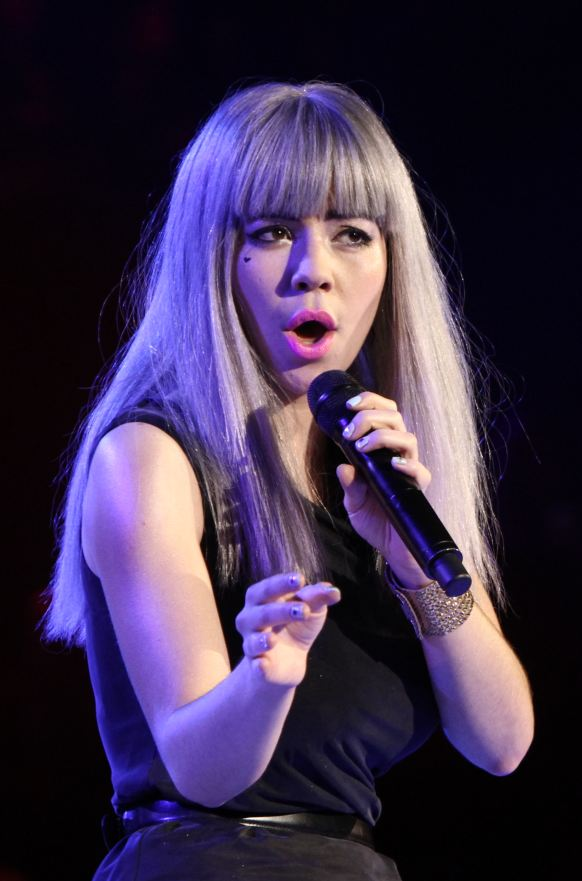
Marina durante il periodo del singolo Radioactive

La lavorazione a Electra Heart era stata preannunciata dalla Diamandis durante un concerto a Glasgow il 1º novembre 2011.
Nel mese di agosto, viene pubblicato su YouTube un video dal titolo Part 1: Fear and Loathing, che avrebbe preannunciato il nuovo album.
Il 30 settembre 2011 ha debuttato, alla posizione numero 25 nel Regno Unito e alla posizione numero 30 in Irlanda, il singolo Radioactive, diretto da Caspar Balslev.
Altre canzoni sono state pubblicate prima della data ufficiale di commercializzazione dell'album (anche se alcune non con la versione ufficiale): Starring Role, Homewrecker, Sex, Yeah!, Power and Control e Living Dead. Alcune di queste hanno anche una versione acustica pubblicata con tanto di video sul canale YouTube della cantante.
Il primo giorno di marzo, su Twitter e Facebook venne pubblicata la lista tracce delle canzoni che avrebbero fatto parte dell'album, mentre le canzoni della versione deluxe furono confermate il 5 marzo 2012. Il 12 marzo uscì il video del primo singolo estratto dall'album, Primadonna, pubblicato il 16 aprile. Il 3 aprile invece fu trasmesso dalle radio svedesi.
Il 2 maggio, Digital Spy confermò che il singolo successivo sarebbe stato Power and Control, pubblicato il 9 luglio. Il 18 maggio 2012 fu pubblicata la quinta parte della storia di Electra, Su-A-Barbie. Il video (girato in banco e nero) raffigura Marina nel ruolo di archetipo della casalinga di periferia. Inoltre, nel video vi sono tracce audio di vecchi film hollywoodiani e di spot pubblicitari di Barbie. La musica che accompagna il video è la versione strumentale del brano The Valley of the Dolls, singolo facente parte di Electra Heart. Lo stesso giorno la cantante pubblicò su Twitter delle immagini che avrebbero accompagnato il secondo singolo Power and Control. Il video ufficiale di quest'ultima canzone fu pubblicato su YouTube il 30 maggio. I tre remix ufficiali del brano (Krystal Klear Remix, Michael Woods Remix e Eliphino Remix) vennero pubblicati su YouTube rispettivamente il 14 giugno, il 22 giugno e il 2 luglio.
Il secondo singolo a livello mondiale (terzo per l'Irlanda e il Regno Unito) fu How To Be a Heartbreaker (incluso esclusivamente nella versione statunitense e canadese dell'album), presentato per la prima volta il 29 giugno a Birmingham durante il Lonely Heart Club Tour. Un messaggio scritto su Twitter annuncia ai fan che il singolo sarebbe stato pubblicato su iTunes il 16 dicembre 2012.
L'ottava parte di Electra Heart consiste in una canzone omaggio intitolata E.V.O.L., che la cantante ha dedicato a tutti i suoi fan il giorno di San Valentino. Il video consiste in un insieme di altri video (alcuni bianco e nero, altri a colore) in cui appare Marina, a volte accompagnata da un cane.
È possibile scaricare il singolo tramite SoundCloud.
Il 2 marzo la cantante pubblicò il video della nona parte del progetto, intitolato The State of Dreaming. Il video è stato diretto da Thomas Knight al Baroque Opening - London Club Playboy, lo stesso giorno in cui fu girato il video per Wedding Bells.
Le ultime due parti pubblicate sono state Lies ed Electra Heart, traccia non presente nell'album, ma introdotta nelle ultime tappe del Lonely Hearts Club Tour come intro. Il video di Lies, pubblicato il 17 luglio e diretto da Balslev, consiste in diversi primi piani di Marina, uno dei quali in bianco e nero, e nell'esplorazione di un'area misteriosa, che vedremo poi nella parte 11. Il video di Electra Heart viene invece reso noto l'8 agosto, esattamente due anni dopo quello di Fear & Loathing, e consiste in un mix dei video delle precedenti parti. Alla fine, si può notare Marina che cancella dal suo viso il cuore, tenuto per due anni consecutivi, il che sta a indicare la morte del personaggio di Electra Heart. Il brano in meno di un giorno riceve quasi 200.000 visualizzazioni (il video più visto della giornata secondo Listen On Repeat) e 24.000 mi piace. Inizialmente, la casa discografica aveva espresso i suoi pareri sul video dell'ultima parte, in quanto troppo macabro.
- Parte 1: Fear & Loathing[28]
- Parte 2: Radioactive[30]
- Parte 3: The Archetypes[51]
- Parte 4: Primadonna[52]
- Parte 5: Su-Barbie-A[41]
- Parte 6: Power and Control[43]
- Parte 7: How To Be A Heartbreaker[53]
- Parte 8: E.V.O.L.[45]
- Parte 9: The State of Dreaming[47]
- Parte 10: Lies[48]
- Parte 11: Electra Heart[50]

## Tema e influenze

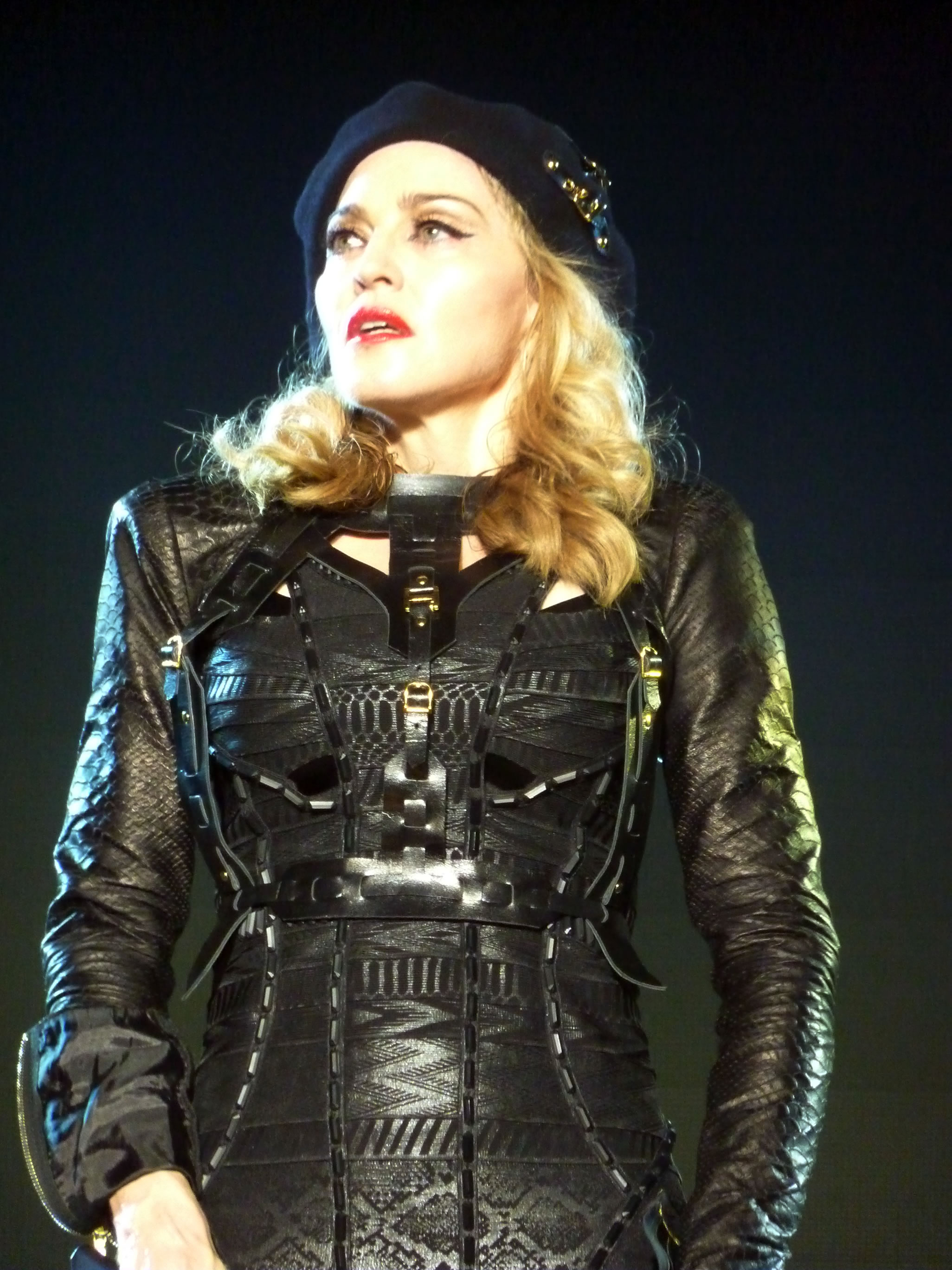
Madonna è la prima delle tre ispirazioni di Marina per Electra Hart

In un'intervista, la cantante ha dichiarato che l'album è ispirato a Madonna, Maria Antonietta e a Marilyn Monroe.
Ha detto: "È ispirato da Marilyn Monroe, Madonna e Maria Antonietta. Madonna è una persona senza paura. Lei è stata abbattuta così tante volte, ma per chi ha voglia di andare avanti, dimostra che non si può volere solo fama e soldi. Bisogna essere degli artisti di successo".
La cantante gallese ha parlato dell'album, che aveva precedentemente descritto come un "inno all'amore disfunzionale". "Fa un po' rabbrividire, ma volevo che fosse un modo di personificare l'amore e la sofferenza", ha detto. "L'intera campagna è rosa e soffice, si tratta di amore. Non posso solo inventare una storia, deve essere qualcosa che è successo nella mia vita".
Secondo la cantante, la figura di Electra rappresenta il sogno americano, con elementi di tragedia greca.
"Sono ossessionata da quel casino che è l'America" ha dichiarato in un'intervista. Electra Heart è l'antitesi di tutto ciò che sono.
L'album è anche una riflessione sull'accettazione e sull'amore (Starring Role) ne è un esempio concreto.
Tutte le foto relative al personaggio di Electra Heart (e quindi il personaggio stesso) postate su Tumblr e Twitter da Marina, sembrano essere ispirate a Cindy Sherman, nota artista statunitense che ha combattuto per i diritti femminili durante il periodo della contestazione delle donne (non a caso, Electra Heart è un album che richiama molto alla femminilità). La più evidente tra tutte è quella intitolata dalla cantante Valley of the Dolls.

## Critica
Electra Heart ricevette sia critiche negative che positive: Michael Cragg di BBC Music ha detto che: "in alcuni momenti, le canzoni non sono molto interessanti per sostenere la voce di Marina, ma questi sono piccoli particolari, e l'album è bellissimo, e intreccia situazioni ironiche a situazioni d'amore", per questo l'ha giudicato in maniera positiva.. Digital Spy, Evening Standard e The Irish Times elogiarono l'album, a differenza di The Times, The Guardian e di The Independent che criticarono negativamente l'album..
The Music Service valutò l'album 7/10, affermando che: "Il secondo album della cantante è intelligente, anche se a volte sbagliato rispetto ai tempi difficili in cui viviamo. Electra Heart è un album solido, anche se un po' deludente da Marina. Il tema centrale rimane stabile, armonioso e pop, ma in alcune tracce, come Homewrecker, si perde, e tutto diventa molto generico". SentireAscoltare invece criticò molto negativamente il disco, valutandolo 4,9/10, spiegando che: "Le diamo il beneficio del dubbio sperando che si tratti realmente di una boutade, ma se tutto dovesse andare per il verso giusto a livello di charts&sales, dovremo arrenderci all'evidenza dell'ennesimo talento sprecato"..
Grazia ha detto che: "Marina ha creato un alter ego per promuovere il suo album. Dice di ispirarsi a Marilyn, Madonna e Maria Antonietta e nelle apparizioni pubbliche finisce per sembrare un ibrido tra Jackie Kennedy, un orsetto del cuore e Cristina D'Avena in Love Me Licia. Dice di incarnare il vuoto per esorcizzarlo e si trova ad aprire i concerti del Vuoto in persona (Katy Perry), e in questo, è un fallimento. Electra Heart è lo strano caso di un prodotto che funziona meglio nella sostanza che nella forma. Spogliato della pesantezza del suo ipertesto, è un ottimo disco pop: non è mai stupido, non è mai gratuito, non vuole mettere una spunta a tutti i generi musicali di moda, ma riesce a suonare modernissimo".

## Promozione

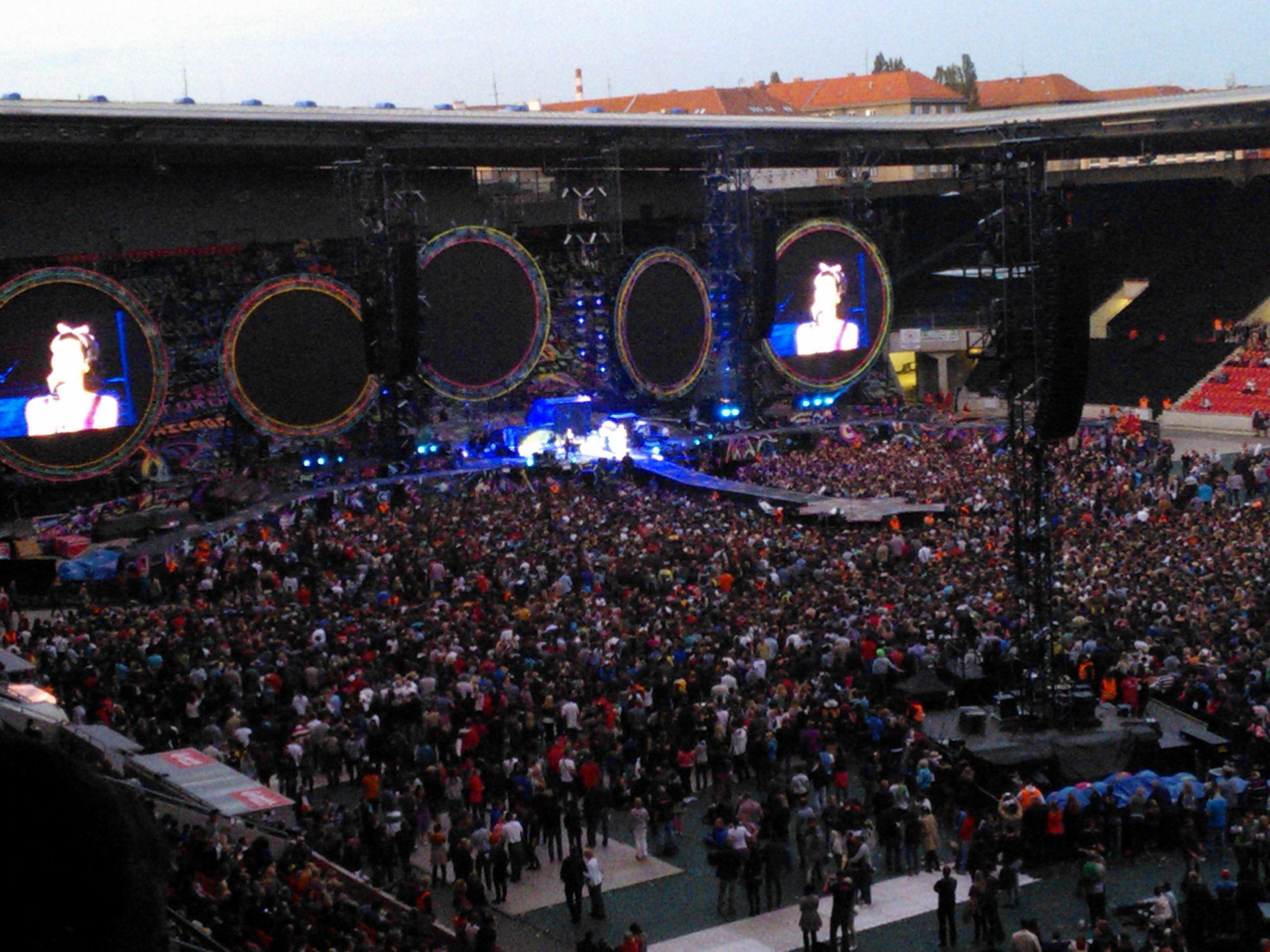
Marina che apre un concerto del Mylo Xyloto Tour a Praga. Grazie a queste esibizioni, Marina ha accresciuto la sua popolarità in Europa

Prima della pubblicazione ufficiale, Electra Heart non aveva una buona promozione a livello mondiale, ad eccezione dei brani Homewrecker, Starring Role, Fear & Loathing e Primadonna. Grazie al tour dei Coldplay, il Mylo Xyloto Tour, la cantante ha avuto la possibilità di aprire i concerti dei Coldplay in Europa e Nord America, esibendosi con alcune tracce del suo nuovo album.
Dopo il Mylo Xyloto Tour, Marina intraprese il Lonely Hearts Club Tour. Il tour toccherà principalmente il Nord-Europa (Svezia, Regno Unito, Irlanda, Germania, Danimarca e Svizzera) e l'America Settentrionale. La data iniziale di partenza era prevista per il 27 maggio ma per un problema alle corde vocali della cantante, la data venne spostata al 18 giugno. Il tour di supporto all'album si concluderà nella primavera del 2013.

## Tracce
1. Bubblegum Bitch – 2:34 (testo: Rick Nowels, Marina Diamandis – musica: Dean Reid, Rick Nowels)
2. Primadonna – 3:41 (testo: Henry Walter, Julie Frost, Łukasz Gottwald, Marina Diamandis – musica: Cirkut, Dr. Luke)
3. Lies – 3:46 (testo: Henry Walter, Łukasz Gottwald, Marina Diamandis, Thomas Pentz – musica: Cirkut, Diplo, Dr. Luke)
4. Homewrecker – 3:22 (testo: Rick Nowels, Marina Diamandis – musica: Rick Nowels)
5. Starring Role – 3:27 (testo: Marina Diamandis, Greg Kurstin – musica: Greg Kurstin)
6. The State of Dreaming – 3:36 (testo: Rick Nowels, Devrim Karaoğlu, Marina Diamandis – musica: Devrim Karaoğlu, Rick Nowels)
7. Power & Control – 3:46 (testo: Marina Diamandis, Steve Angello – musica: Greg Kurstin)
8. Living Dead – 4:04 (testo: Greg Kurstin, Marina Diamandis – musica: Greg Kurstin)
9. Teen Idle – 4:14 (testo: Marina Diamandis – musica: Liam Howe)
10. Valley of the Dolls – 4:13 (testo: Rick Nowels, Devrim Karaoğlu, Marina Diamandis – musica: Devrim Karaoğlu, Rick Nowels)
11. Hypocrates – 4:01 (testo: Rick Nowels, Marina Diamandis – musica: Devrim Karaoğlu, Rick Nowels)
12. Fear and Loathing – 6:07 (testo: Marina Diamandis – musica: Liam Howe)
13. How to Be a Heartbreaker – 3:41 (testo: Ammar Malik, Benjamin Levin, Dan Omelio, Henry Walter, Lukasz Gottwald, Marina Diamandis – musica: Benny Blanco, Cirkut, Dr. Luke)

Edizione deluxe
1. Bubblegum Bitch – 2:34
2. Primadonna – 3:41
3. Lies – 3:46
4. Homewrecker – 3:22
5. Starring Role – 3:27
6. The State of Dreaming – 3:36
7. Power & Control – 3:46
8. Living Dead – 4:04
9. Teen Idle – 4:14
10. Valley of the Dolls – 4:13
11. Hypocrates – 4:01
12. Fear and Loathing – 6:07
13. Radioactive – 3:47 (testo: Tor Erik Hermansen, Clyde Narain, Fabian Lenssen, Marina Diamandis, Mikkel S. Eriksen – musica: DJ Chuckie, Fabian Lenssen, Mikkel S. Eriksen, Tor Erik Hermansen)
14. Sex Yeah – 3:46 (testo: Marina Diamandis, Greg Kurstin – musica: Greg Kurstin)
15. Lonely Hearts Club – 3:02 (testo: Ryan McMahon, Ryan Rabin, Marina Diamandis – musica: Ryan McMahon, Ryan Rabin)
16. Buy the Stars – 4:47 (testo: Marina Diamandis – musica: Liam Howe)
17. How to Be a Heartbreaker – 3:41

Edizione video iTunes
1. How to Be a Heartbreaker – 3:41
2. Radioactive – 3:48
3. Primadonna – 3:47

### Stati Uniti e Canada
Edizione standard
1. Bubblegum Bitch – 2:34
2. Primadonna – 3:41
3. Lies – 3:46
4. Homewrecker – 3:22
5. Starring Role – 3:27
6. The State of Dreaming – 3:36
7. Power & Control – 3:46
8. Sex Yeah – 3:46
9. Teen Idle – 4:14
10. Valley of the Dolls – 4:13
11. Hypocrates – 4:01
12. How To Be a Heartbreaker – 3:45
13. Radioactive – 3:47
14. Fear and Loathing – 6:07

Versione deluxe
1. Primadonna (Burns Remix) – 4:29
2. Power & Control (Michael Woods Remix) – 6:40
3. Primadonna (Versione video) – 3:47
4. Radioactive (Versione video esplicita)

## Classifiche
| Classifica (2012–22) | Posizione massima |
| -------------------- | ----------------- |
| Australia            | 32                |
| Austria              | 25                |
| Belgio (Fiandre)     | 188               |
| Belgio (Vallonia)    | 132               |
| Canada               | 50                |
| Germania             | 17                |
| Irlanda              | 1                 |
| Norvegia             | 30                |
| Nuova Zelanda        | 31                |
| Paesi Bassi          | 92                |
| Regno Unito          | 1                 |
| Stati Uniti          | 31                |
| Svezia               | 41                |
| Svizzera             | 11                |

## Curiosità
- Quello di Electra Heart è stato il debutto alla numero 1 (nella UK Albums Chart) con il minor numero di copie vendute in una settimana di tutto il XXI secolo fino ad oggi.
- Nel 2014, Electra Heart si posiziona alla numero 8 della classifica degli album più 'rebloggati' su Tumblr.
- In un'intervista per il The Guardian, Marina afferma di aver ucciso il personaggio di Electra con dei sonniferi.

## Date di pubblicazione
| Paese         | Data (2012) | Etichetta                     | Formato             | Versione         |
| ------------- | ----------- | ----------------------------- | ------------------- | ---------------- |
| Irlanda       | 27 aprile   | 679 Artists, Atlantic Records | CD,Digital download | Standard, Deluxe |
| Regno Unito   | 30 aprile   | 679 Artists, Atlantic Records | CD,Digital download | Standard, Deluxe |
| Francia       | 30 aprile   | Warner Music                  | CD,Digital download | Standard, Deluxe |
| Danimarca     | 30 aprile   | Warner Music                  | CD,Digital download | Standard, Deluxe |
| Norvegia      | 30 aprile   | Warner Music                  | CD,Digital download | Standard, Deluxe |
| Svezia        | 2 maggio    | Warner Music                  | CD,Digital download | Standard, Deluxe |
| Spagna        | 6 maggio    | Warner Music                  | CD,Digital download | Standard, Deluxe |
| Portogallo    | 6 maggio    | Warner Music                  | CD,Digital download | Standard, Deluxe |
| Austria       | 11 maggio   | Warner Music                  | CD,Digital download | Standard, Deluxe |
| Polonia       | 14 maggio   | Warner Music                  | CD,Digital download | Standard, Deluxe |
| Grecia        | 14 maggio   | Warner Music                  | CD,Digital download | Standard, Deluxe |
| Russia        | 14 maggio   | Warner Music                  | CD,Digital download | Standard, Deluxe |
| Australia     | 18 maggio   | Warner Music                  | CD,Digital download | Standard, Deluxe |
| Nuova Zelanda | 18 maggio   | Warner Music                  | CD,Digital download | Standard, Deluxe |
| Svizzera      | 18 maggio   | Warner Music                  | CD,Digital download | Standard, Deluxe |
| Italia        | 22 maggio   | Warner Music                  | CD,Digital download | Standard, Deluxe |
| Benelux       | 25 maggio   | Warner Music                  | CD,Digital download | Standard, Deluxe |
| Germania      | 25 maggio   | Warner Music                  | CD,Digital download | Standard, Deluxe |
| Stati Uniti   | 17 luglio   | Atlantic Records              | CD,Digital download | Standard, Deluxe |
| Canada        | 17 luglio   | Atlantic Records              | CD,Digital download | Standard, Deluxe |